# Бургунский сельский совет
Бургунский сельский совет (укр. Бургунська сільська рада) — входит в состав
Бериславского района
Херсонской области
Украины.
Административный центр сельского совета находится в
с. Бургунка.

## Населённые пункты совета
- с. Бургунка